# 1.er Comando de Defensa Aérea
El 1.er Comando de Defensa Aérea (1. Luftverteidigungs-Kommando) fue una unidad de la Luftwaffe durante la Segunda Guerra Mundial.

## Historia
Fue formado el 1 de julio de 1938 en Berlín, a partir del Comando de Defensa Aérea Berlín. El 1 de agosto de 1939 pasó a llamarse el 1º Comando de Defensa Aérea. El 1 de septiembre de 1941 fue reasignado a la 1.ª División Antiaérea.

## Comandantes
- Coronel Braun pudo haber sido el primer comandante, pero él murió en un accidente justo antes de tomar el mando.
- Mayor general Gerhard Hoffmann - (1 de septiembre de 1938-28 de febrero de 1940)
- Coronel Werner Prellberg - (1 de marzo de 1940-6 de julio de 1940)
- Coronel Ludwig Schilffarth - (17 de julio de 1940-1 de septiembre de 1941)

### Jefe de Operaciones (Ia)
- Capitán Schwarze - (julio de 1938)
- Mayor Hellmuth Weinschenck - (1 de septiembre de 1939-octubre de 1940)
- Capitán Georg Hornig - (1 de noviembre de 1940-1 de septiembre de 1941)

## Área de Operaciones

### 1938
| Fecha      | Cuerpos Aéreos/Cuerpos Antiaéreos | Comandos de los Distritos Aéreos/Flotas Aéreas | Lugar  |
| 1 de julio | -                                 | III Comando Administrativo Aéreo               | Berlín |

### 1939
| Fecha      | Cuerpos Aéreos/Cuerpos Antiaéreos | Comandos de los Distritos Aéreos/Flotas Aéreas | Lugar  |
| 1 de enero | -                                 | III Comando Administrativo Aéreo               | Berlín |

### 1940
| Fecha      | Cuerpos Aéreos/Cuerpos Antiaéreos | Comandos de los Distritos Aéreos/Flotas Aéreas | Lugar  |
| 5 de marzo | -                                 | III Comando Administrativo Aéreo               | Berlín |

## Orden de Batalla
El 15 de noviembre de 1938 estaban subordinadas las siguientes unidades:
- 12º Regimiento Antiaéreo en Berlín-Lankwitz con:
  - I./12º Regimiento Antiaéreo en Berlín-Lankwitz
  - III./12º Regimiento Antiaéreo en Berlín-Lankwitz
  - I./32.º Regimiento Antiaéreo en Berlín-Heiligensee
- 22º Regimiento Antiaéreo en Brandenburg/Havel
  - I./22º Regimiento Antiaéreo en Doeberitz-Elsgrund
  - II./22º Regimiento Antiaéreo en Brandenburg/Havel
  - I./52º Regimiento Antiaéreo en Magdeburgo
- Regimiento Antiaéreo General Göring en Berlín-Reinickendorf
  - I./Regimiento Antiaéreo General Göring en Berlín-Reinickendorf
  - II./Regimiento Antiaéreo General Göring en Velten/Mark
  - III./Regimiento Antiaéreo General Göring en Velten/Mark
- IV./Regimiento Antiaéreo General Göring en Velten/Mark
- E-Bloqueo de Batería del Aire en Bad Saarow

El 1 de septiembre de 1939:
- 12° Regimiento Antiaéreo
- 22° Regimiento Antiaéreo
- Regimiento Antiaéreo General Göring
- 2° Batallón de Barrera Aérea

El 1 de agosto de 1941 en Berlín con las siguientes unidades:
- 22º Regimiento Antiaéreo (o) (Grupo Antiaéreo Berlín Sur)
- 53º Regimiento Antiaéreo (o) (Grupo Antiaéreo Berlín Norte)
- 126º Regimiento Antiaéreo (o) (Grupo Antiaéreo Berlín Oeste)